# Parentonium magnum
Parentonium magnum es una especie de coleóptero de la familia Trogossitidae.

## Distribución geográfica
Habita en Nueva Zelanda.